# Нежинский голубь
Нежинский — порода голубей, выведенная нежинскими голубеводами.

## История
Одна из старинных украинских пород голубей, которая, как полагают, разводится здесь с середины XIX века. Происхождение породы неизвестно, судя по названию, выведена она или совершенствовалась голубеводами города Нежина Черниговской области, где и теперь разводится.

## Полет
Относится к лётным-гонным голубям, по своим лётным способностям и своеобразному мерцающему стилю полёта похож на киевского; в полёте выполняет кувырки через крыло, горки и резкие повороты без взмахов крыльев. Играя, отходит довольно далеко от дома, откуда возвращается быстро; без кругов и сразу же опускается на крышу.
По строению тела очень похож на киевского, но отличается от него расцветкой.
Голубь крепкий, с хорошо развитой мускулатурой; плотным, хорошо прилегающим к телу оперением; неприхотлив к содержанию и кормам, плодовит, хорошо высиживает и выкармливает своих птенцов. Темперамент живой, энергичный.

## Стандарт на Нежинских

### Происхождение
Украина

### Общий вид
Величина голубя средняя (общая длина 34-36 см), строения тела гармоничное, корпус удлинённый, приземистый, на низких, слабо оперённых ногах (в «чулочках»).

### Расовые признаки
- Голова: гладкая, округло-удлинённая (овальная), узковатая, сухая; лоб слегка выпуклый, довольно полого опускается к клюву и составляет с ним большой тупой угол (почти в линию с небольшим изломом); затылок округлый, плавно сопрягается с шеей.
- Глаза: небольшие, выразительные, тёмные, чёрно-коричневого цвета; веки тонкие, нежные, белые.
- Клюв: длинный, тонкий, прямой, острый, на конце слегка загнутый вниз, хорошо сомкнутый, светлый; восковица мелкая, продолговатая, белая, хорошо прилегает к клюву.
- Шея: средней длины и полноты, у головы тоньше, к плечам слегка расширяется и плавно переходит в спину и грудь.
- Грудь: полная, округлая, заметно выпуклая.
- Спина: удлинённая, к хвосту покатая и составляет с ним прямую линию.
- Крылья: длинные, плотно сомкнутые, с широкими упругими маховыми перьями, плотно прижаты к туловищу, концами лежат на хвосте, не касаясь друг друга.
- Хвост: средней длины и ширины, имеет 12 рулевых перьев, прямой, плоский.
- Ноги: короткие (9 мм), среднего строения; коротко оперённые (в «чулочках»), пальцы голые, красные; когти светлые; оперение ног белое.

### Цвет и рисунок
Оперение всего тела белое, за исключением хвоста, переда головы, передней части шеи, которые окрашены в чёрный или темно-коричневый цвет. На верхней части одного из щитков (в половину его ширины) может быть пятно, окрашенное в такой же цвет («скоба»). Старые голубеводы считают «скобу» признаком породы и украшением голубя, однако современные нежинские часто её не имеют, это не считается браком.

### Мелкие допустимые недостатки
Укороченные шея, крылья, хвост; высокие ноги; глаза красные и с коризной вполглаза («кованые»), разноглазие; клюв средней длины, тупой, темно-рогового цвета; вздутая восковица; цветные перья (пестрота) и пятна на белом теле (небольшое количество).

### Крупные недопустимые недостатки
Грубая, нескладная фигура; массивная голова с широким, высоким, выпуклым лбом; голые ноги; чуб на голове; цветные перья в крыльях, белые перья в хвосте и подхвостье.